# Pic de Portapàs
El Pic de Portapàs és una muntanya de 1.795,7 metres d'altitud del contrafort oriental de la Serra de Madres situat en el termenal de les comunes de Mosset, Noedes i Orbanyà, tots tres de la comarca del Conflent, a la Catalunya del Nord.
És a la zona sud-oest del terme de Mosset, al nord del de Noedes i al nord-est del d'Orbanyà. És al nord i damunt del sector central del Bosc Domanial de Noedes i Orbanyà.
És en una de les zones més concorregudes pels excursionistes de la Catalunya del Nord.